# Cyprinella labrosa
Cyprinella labrosa är en fiskart som först beskrevs av Edward Drinker Cope, 1870.  Cyprinella labrosa ingår i släktet Cyprinella och familjen karpfiskar. Inga underarter finns listade i Catalogue of Life.